# Chi Nang trứng
Chi Nang trứng hay còn gọi là chi Lọ nồi (danh pháp khoa học Hydnocarpus) là một chi cây gỗ từ cỡ trung bình đến cỡ lớn của Indonesia, Malaysia và Philippines, lá mọc so le, hoa nhỏ mọc thành chùm khác gốc, và quả nang của một số loài trong chi là nguồn nguyên liệu sản xuất dầu chaulmoogra và dầu hydnocarpus.

## Đặc điểm
Hydnocarpus anthelminthicus là vật chủ của loài ve công (Tuckerella filipina).

## Tác dụng dược học
Dầu chaulmoogra đã từng được dùng để trị bệnh cùi.

## Các loài
(có thể có các danh pháp đồng nghĩa)
Các loài hiện được công nhận:
- Hydnocarpus annamensis (Gagnep.) Lescot & Sleumer = H. merrillianus: Lọ nồi trung bộ; mạy ló; mắc la.
- Hydnocarpus anthelminthicus Pierre ex Laness.: Đại phong tử; phong tử; chôm hôi; thuốc phụ tử; chùm bao; lọ nồi.
- Hydnocarpus hainanensis (Merr.) Sleumer: Lọ nồi hải nam; chùm bao hải nam; nang trứng hải nam
- Hydnocarpus kurzii (King) Warb. (= H. heterophyllus): Lọ nồi; chùm bao; nang trứng; cây trị hủi, lọ nồi Kurz.
- Hydnocarpus pentandrus (Buch.-Ham.) Oken
- Hydnocarpus wightianus Blume = H. laurifolius

Các danh pháp chưa dung giải được:
- Hydnocarpus alcalae
- Hydnocarpus alpina Wight
  - Hydnocarpus alpina Wight var. elongata Boerl.,
  - Hydnocarpus alpina Wight var. macrocarpa Boerl.,
- Hydnocarpus anthelminthica Pierre ex Gagnep.
- Hydnocarpus annamicus
- Hydnocarpus anomalus
- Hydnocarpus beccarianus
- Hydnocarpus borneensis
- Hydnocarpus calophyllus
- Hydnocarpus calvipetalus
- Hydnocarpus castanea
- Hydnocarpus cauliflora
- Hydnocarpus clemensorum: Chôm hôi; lọ nồi Clemens.
- Hydnocarpus corymbosa
- Hydnocarpus crassifolius
- Hydnocarpus cucurbitina
- Hydnocarpus curtisii
- Hydnocarpus dawnensis
- Hydnocarpus elmeri
- Hydnocarpus filipes
- Hydnocarpus glaucescens
- Hydnocarpus gracilis
- Hydnocarpus grandiflorus
- Hydnocarpus heteroclita
- Hydnocarpus humei
- Hydnocarpus ilicifolia: Nang trứng lá ô rô; lọ nồi ô rô; sơn đen; chùm bao
- Hydnocarpus inebrians
- Hydnocarpus kingii
- Hydnocarpus kuenstleri
- Hydnocarpus lanceolata
- Hydnocarpus lasionema
- Hydnocarpus macrocarpa: Lọ nồi quả to, lọ nồi trái to.
- Hydnocarpus microcarpus
- Hydnocarpus moluocana
- Hydnocarpus nana
- Hydnocarpus obtusa
- Hydnocarpus octandra
- Hydnocarpus odoratus
- Hydnocarpus ovoidea
- Hydnocarpus palawanensis
- Hydnocarpus pentagynus
- Hydnocarpus pinguis
- Hydnocarpus piscidia
- Hydnocarpus polyandra
- Hydnocarpus polypetalus
- Hydnocarpus punctifer
- Hydnocarpus quadrasii
- Hydnocarpus saigonensis: Lọ nồi Sài Gòn; chùm bao nhí
- Hydnocarpus scortechinii
- Hydnocarpus serrata
- Hydnocarpus setumpul
- Hydnocarpus sharmae
- Hydnocarpus stigmatophorus
- Hydnocarpus subfalcata
- Hydnocarpus subinteger
- Hydnocarpus sumatrana
- Hydnocarpus sumatrana (Miq.) (= H. hutchinsonii)
- Hydnocarpus tamiana
- Hydnocarpus tenuipetalus
- Hydnocarpus tomentosa
- Hydnocarpus unonifolia
- Hydnocarpus venenata Gaertn.
- Hydnocarpus verrucosus
- Hydnocarpus woodii
- Hydnocarpus wrayi
- Hydnocarpus yatesii

Các danh pháp đồng nghĩa:
- Hydnocarpus laevis = Drypetes laevis

## Hình ảnh

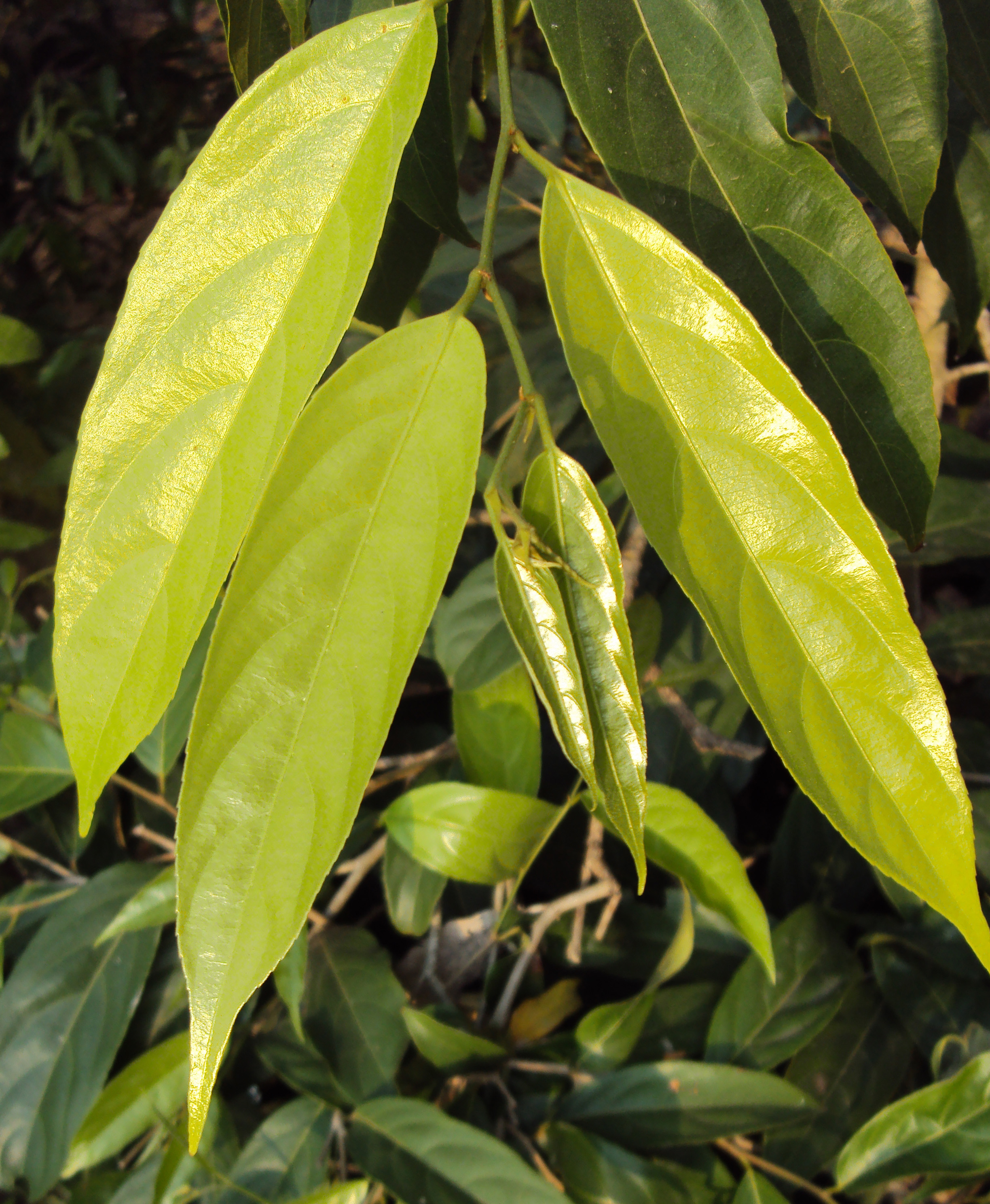
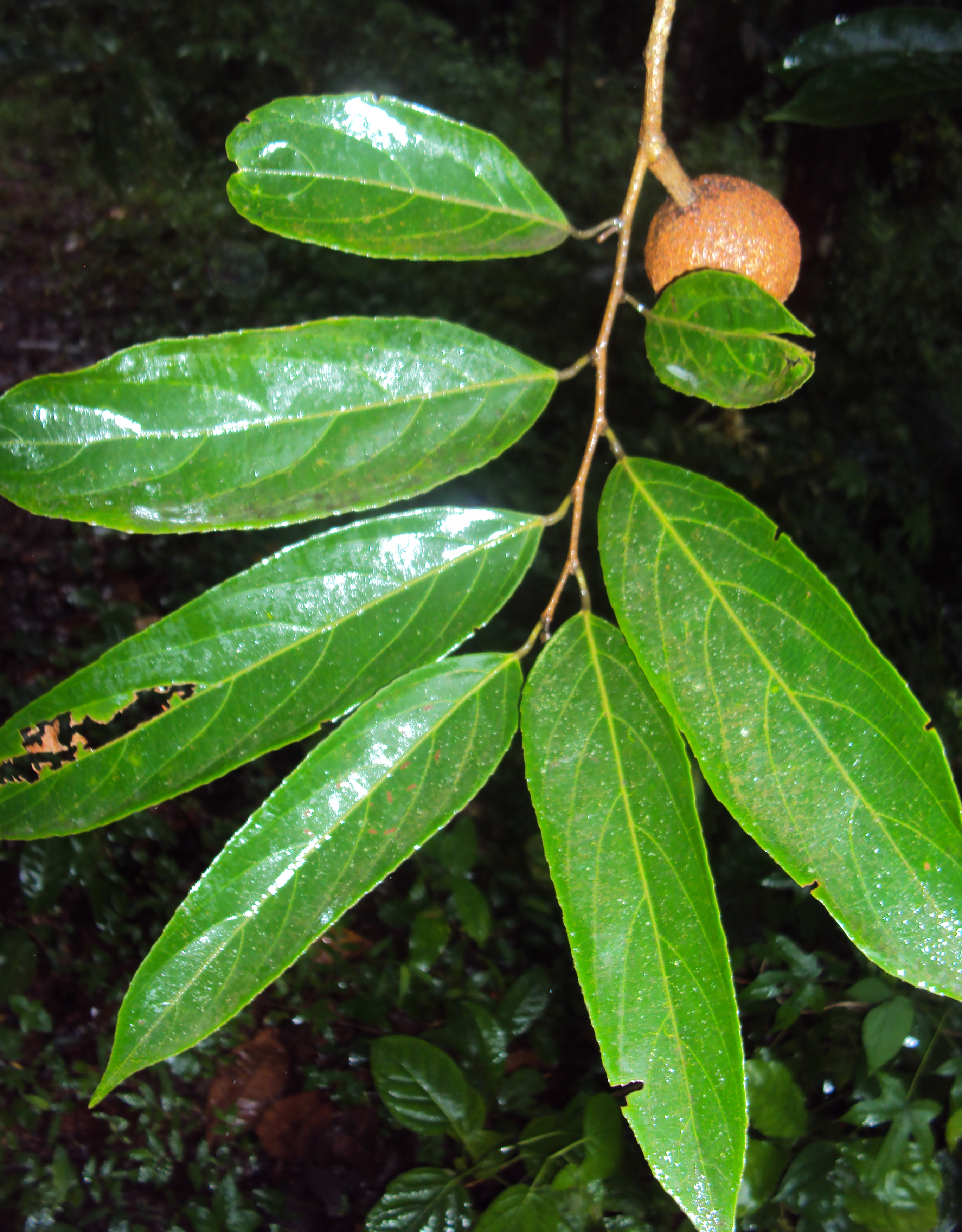
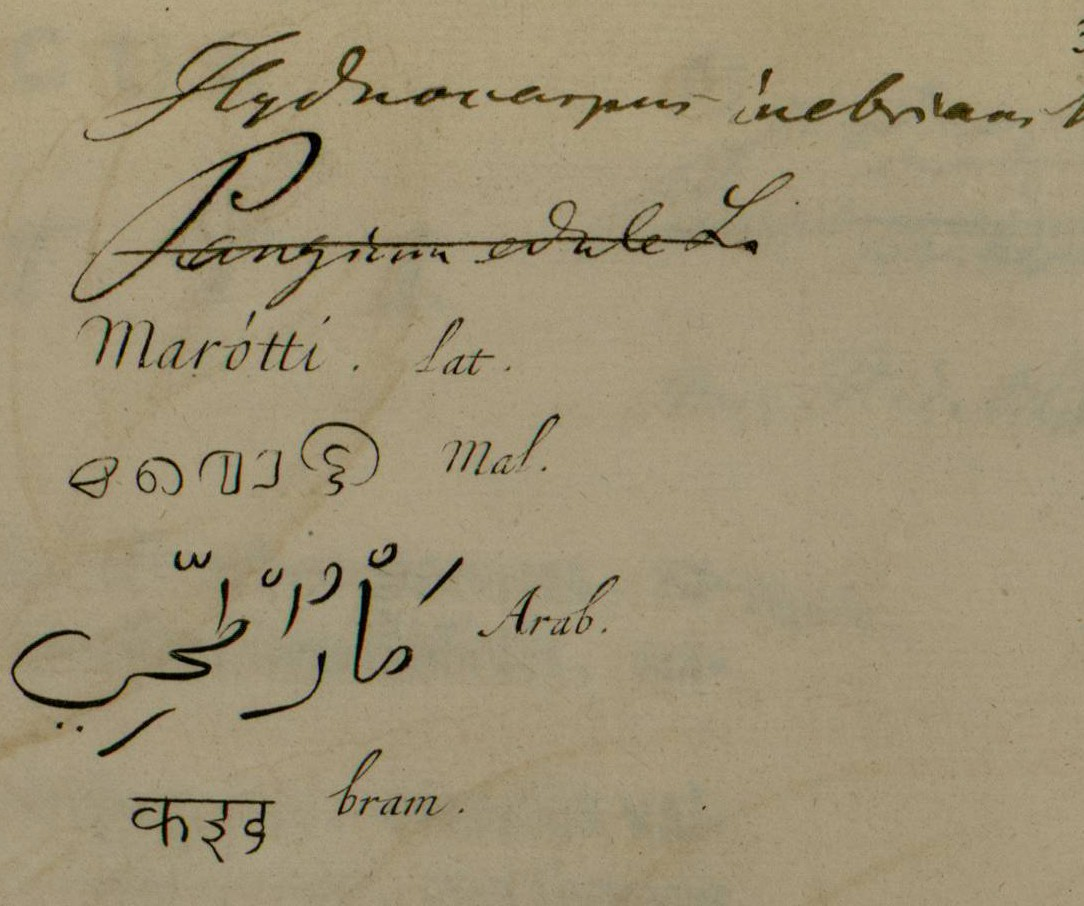